# Figueira de Castelo Rodrigo
Figueira de Castelo Rodrigo (dt.: Feigenbaum der Burg Rodrigo) ist eine Kleinstadt (Vila) und ein Kreis (Concelho) in Portugal mit 1952 Einwohnern (Stand 19. April 2021).

## Geschichte
Nachdem der historische Ort Castelo Rodrigo an Bedeutung verloren hatte, insbesondere durch die erlittenen Zerstörungen 1762 während des Siebenjährigen Krieges und 1810 im Zuge der Napoleonischen Invasionen, siedelten sich dessen Bewohner zu großen Teilen im benachbarten S.Vicente da Figueira an. 1836 wurde S.Vicente ein eigenständiger Kreis, dem der zeitgleich aufgelöste Kreis von Castelo Rodrigo zugeordnet wurde. Der Name wurde in Figueira de Castelo Rodrigo umgeändert, um der prägenden Geschichte Castelo Rodrigos Rechnung zu tragen.

## Kultur und Sehenswürdigkeiten
Der Ortskern als Ganzes steht unter Denkmalschutz. Zu seinen Baudenkmälern zählen verschiedene historische öffentliche Gebäude, Brunnenanlagen und Sakralbauten, darunter die erst Mitte des 20. Jahrhunderts errichtete Capela de Nossa Senhora da Conceição.
Mit Castelo Rodrigo liegt im Kreisgebiet eines der zwölf historischen Dörfer, die Aldeias Históricas de Portugal. Ausgeschilderte Wanderwege verbinden die Orte.
Im Museum Museu da Casa de Freguesia de Escalhão, in der Gemeinde Escalhão, werden in zwei Rundgängen die Traditionen der Region gezeigt. Zum einen zeigt der Küchenrundgang (Portugiesisch: Percurso à cozinha) das Leben im Haus, zum anderen stellt der Rundgang Artes e ofícios (dt.: Künste und Handwerke) u. a. die Herstellung von Olivenöl, den regionalen Weinbau und die früheren landwirtschaftlichen Tätigkeiten vor.

## Verwaltung

### Kreis
Figueira de Castelo Rodrigo ist Sitz eines gleichnamigen Kreises, der im Osten an Spanien grenzt. Die Nachbarkreise sind (im Uhrzeigersinn im Norden beginnend): Freixo de Espada à Cinta, Almeida, Pinhel sowie Vila Nova de Foz Côa.
Mit der Gebietsreform im September 2013 wurden mehrere Gemeinden zu neuen Gemeinden zusammengefasst, sodass sich die Zahl der Gemeinden von zuvor 17 auf zehn verringerte.
Die folgenden Gemeinden (freguesias) liegen im Kreis Figueira de Castelo Rodrigo:

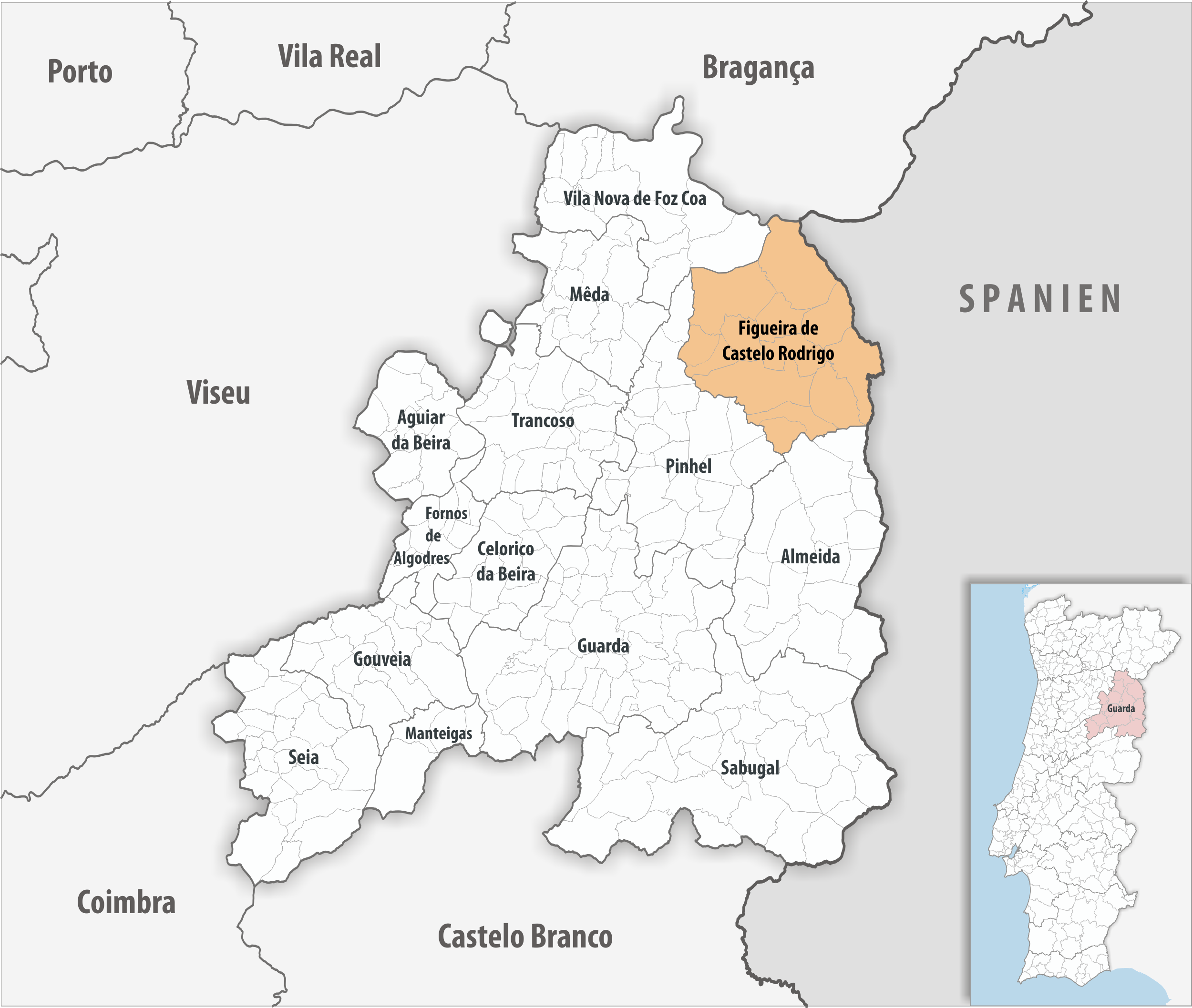
Kreis Figueira de Castelo Rodrigo

| Gemeinde                                                    | Einwohner (2021) | Fläche km² | Dichte Einw./km² | LAU- Code |
| ----------------------------------------------------------- | ---------------- | ---------- | ---------------- | --------- |
| Algodres, Vale de Afonsinho e Vilar de Amargo               | 431              | 72,36      | 6                | 090418    |
| Almofala e Escarigo                                         | 180              | 47,34      | 4                | 090419    |
| Castelo Rodrigo                                             | 468              | 32,94      | 14               | 090403    |
| Cinco Vilas e Reigada                                       | 321              | 41,59      | 8                | 090420    |
| Colmeal e Vilar Torpim                                      | 196              | 72,90      | 3                | 090422    |
| Escalhão                                                    | 566              | 78,81      | 7                | 090406    |
| Figueira de Castelo Rodrigo                                 | 1.952            | 27,88      | 70               | 090408    |
| Freixeda do Torrão, Quintã de Pêro Martins e Penha de Águia | 387              | 57,73      | 7                | 090421    |
| Mata de Lobos                                               | 287              | 36,97      | 8                | 090410    |
| Vermiosa                                                    | 360              | 40,06      | 9                | 090415    |
| Kreis Figueira de Castelo Rodrigo                           | 5.148            | 508,58     | 10               | 0904      |

### Bevölkerungsentwicklung
| Einwohnerzahl im Kreis Figueira de Castelo Rodrigo (1801–2011) | Einwohnerzahl im Kreis Figueira de Castelo Rodrigo (1801–2011) | Einwohnerzahl im Kreis Figueira de Castelo Rodrigo (1801–2011) | Einwohnerzahl im Kreis Figueira de Castelo Rodrigo (1801–2011) | Einwohnerzahl im Kreis Figueira de Castelo Rodrigo (1801–2011) | Einwohnerzahl im Kreis Figueira de Castelo Rodrigo (1801–2011) | Einwohnerzahl im Kreis Figueira de Castelo Rodrigo (1801–2011) | Einwohnerzahl im Kreis Figueira de Castelo Rodrigo (1801–2011) | Einwohnerzahl im Kreis Figueira de Castelo Rodrigo (1801–2011) | Einwohnerzahl im Kreis Figueira de Castelo Rodrigo (1801–2011) |
| -------------------------------------------------------------- | -------------------------------------------------------------- | -------------------------------------------------------------- | -------------------------------------------------------------- | -------------------------------------------------------------- | -------------------------------------------------------------- | -------------------------------------------------------------- | -------------------------------------------------------------- | -------------------------------------------------------------- | -------------------------------------------------------------- |
| 1801                                                           | 1849                                                           | 1900                                                           | 1930                                                           | 1960                                                           | 1981                                                           | 1991                                                           | 2001                                                           | 2011                                                           |                                                                |
| 7059                                                           | 7784                                                           | 14.716                                                         | 13.339                                                         | 13.237                                                         | 9140                                                           | 8105                                                           | 7158                                                           | 6260                                                           |                                                                |

### Städtepartnerschaften
- Frankreich: Wissous[8]